# میترسهایم
میترسهایم (به فرانسوی: Mittersheim) یک کمون در فرانسه است که در Canton of Fénétrange واقع شده‌است.

## خصوصیات
میترسهایم ۱۶٫۷۷ کیلومترمربع مساحت و ۵۷۱ نفر جمعیت دارد و ۲۴۰ متر بالاتر از سطح دریا واقع شده‌است.